# 2H-氮杂环丙烯
2H-氮杂环丙烯是一种有机化合物，化学式为C2H3N。它通常可以通过叠氮乙烯的热分解得到。在此反应中，会生成氮烯中间体。此外，它也可以在异噁唑的光解中生成。
由于N-O键较弱，异噁唑环在紫外线照射下易于分解，并重排为氮杂环丙烯。